# Кулаковичі Другі
Кулаковичі Другі (пол. Kułakowice Drugie; укр. Кулаковице Друге) — село в Польщі, у гміні Грубешів Грубешівського повіту Люблінського воєводства.
У 1975—1998 роках село належало до Замойського воєводства.
| Польща | Це незавершена стаття з географії Польщі. Ви можете допомогти проєкту, виправивши або дописавши її. |